# Цибулько, Василий Федосеевич
Василий Федосеевич Цибулько (1920—1941) — советский военнослужащий, стрелок 18-го отдельного батальона морской пехоты береговой обороны Черноморского флота, краснофлотец, Герой Советского Союза.

## Биография
Родился в 1920 году в посёлке Новый Буг (ныне город Николаевской области) в семье рабочего. Украинец. Образование неполное среднее.
В Военно-морском флоте с 1941 года. Участник Великой Отечественной войны с 1941 года.
Стрелок 18-го отдельного батальона морской пехоты краснофлотец Василий Цибулько при обороне Севастополя 7 ноября 1941 года в составе группы бойцов во главе с политруком Н. Д. Фильченковым в районе села Дуванкой отражал атаки противника, пытавшегося через долину выйти к городу. Погиб, не дав врагу возможности пройти через занимаемый рубеж. Группа уничтожила десять танков, враг был остановлен.
Указом Президиума Верховного Совета СССР от 23 октября 1942 года за образцовое выполнение боевых заданий командования на фронте борьбы с немецко-фашистским захватчиками и проявленные при этом мужество и героизм краснофлотцу Цибулько Василию Федосеевичу посмертно присвоено звание Героя Советского Союза.
Похоронен в братской могиле на кладбище посёлка Дергачи в Севастополе.
Награждён орденом Ленина. Навечно зачислен в списки воинской части.

## Память
На месте подвига установлен памятник. В городе Новый Буг установлен бюст, его именем названа улица. Имя Героя выбито: на Доске памяти в Музее Черноморского флота в Севастополе; на памятнике защитникам Севастополя 1941—1942 годов.

## Критика
Детальный анализ немецких документов в последних исторических работах показывает на полное отсутствие танков и танковых частей с составе наступающей 11-й армии Э. Манштейна, у которой имелась только самоходная артиллерия в составе 190-го дивизиона штурмовых орудий и легкая разведывательная бронетехника. На этом основании конкретные обстоятельства подвига группы Н. Фильченкова подвергаются серьёзным сомнениям. Основная советская версия подвига основана на статье старшего политрука заведующего отделом агитации и пропаганды газеты «Красный Черноморец» Меера Наумовича Когута, которая была написана через 7 месяцев после событий. Она не основана на официальных донесениях разведгруппы и вообще нет ссылок на конкретных выживших участников боя.
Вот как описан М. Когутом источник статьи:

Об этом беспримерном подвиге пяти черноморцев защитники Севастополя передавали из уст в уста. Но никто не знал имен бойцов, которые в тяжелые для города дни своей грудью преградили фашистским танкам путь к Севастополю. На днях нам пришлось встретиться с одним моряком, который и рассказал всю историю этого подвига.
В статье не только подробно расписаны действия каждого участника боя, но и приводятся фантастические подробности наподобие атаки советских позиций под прикрытием отары овец, уничтожения экипажей танков из стрелкового оружия через смотровые щели. В середине статьи безымянные герои внезапно получают конкретные фамилии и звания. Сам М. Н. Коган в после взятия Севастополя в 1942 году попал в плен и погиб, поэтому его источники невозможно проверить. При этом выживший матрос морской пехоты Г. Е. Замиховский в декабрьских боях за Севастополь награждённый медаль «За отвагу», в своих воспоминаниях 2006 года даёт другую картину происшедшего:

А вот «знаменитого» подвига группы политрука Фильченкова я не помню! Вы уж меня простите, но я был под Дуванкой 7-го ноября, и наша рота стояла сразу позади 18-го батальона морской пехоты под командованием Черноусова. Не было там немецких танков! Танки шли на позиции сводного батальона курсантов училища береговой обороны имени Ленинского комсомола. Батальон занимал позиции возле Бахчисарая. Найдите в России двух бывших курсантов Ройтбурга и Исраилевича. Они еще живы. Пусть вам расскажут, как 1200 моряков этого батальона с учебными винтовками геройски закрыли грудью Севастополь, и почти все там сложили свои головы.
Из непреложных фактов сейчас имеется выдвижение группы Фильченкова навстречу передовым разведотрядам группы Циглера, в составе которых могла быть легкая бронетехника, и возможно, самоходные орудия Stug III из 190-го дивизиона штурмовых орудий. Группа приняла бой с неизвестными результатами и погибла в полном составе, что никак не умаляет подвиг её бойцов.